# Inmigración venezolana en España
Los venezolanos en España, son ciudadanos originarios de la República Bolivariana de Venezuela residentes en dicho país europeo. Se trata de la comunidad venezolana más numerosa en Europa. Actualmente, el INE ha registrado un total de 396 189 personas nacidas en Venezuela con residencia en España. De los cuales, 173 299, tienen también nacionalidad española; y, 222 891 son nacionales de Venezuela o de un país tercero. En 2014, 31 000 poseían los permisos de residencia permanente. Además, entre 2002 y 2012, 2832 venezolanos obtuvieron su ciudadanía española por residencia.

## Historia reciente y características

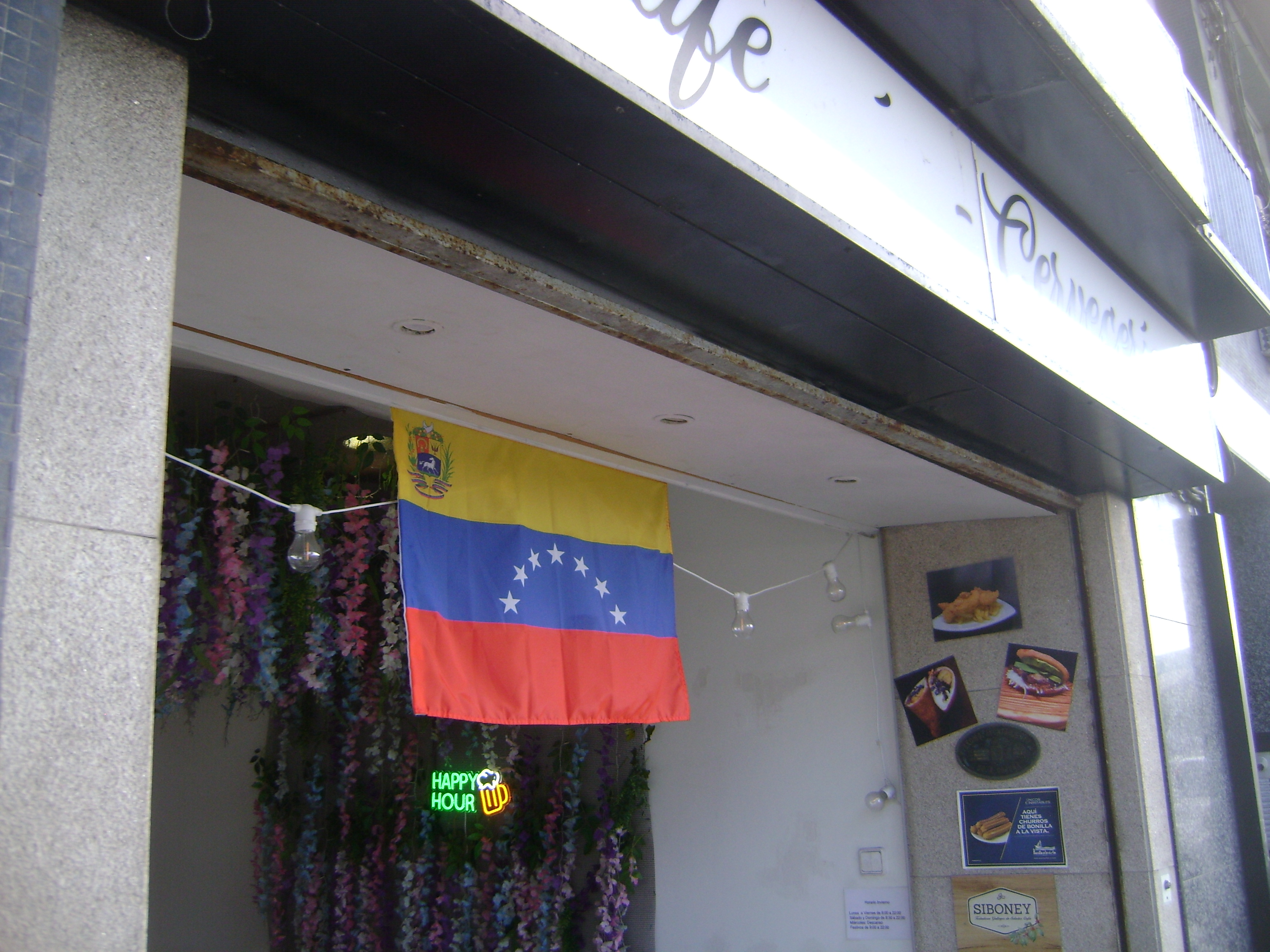
Bar venezolano en España.

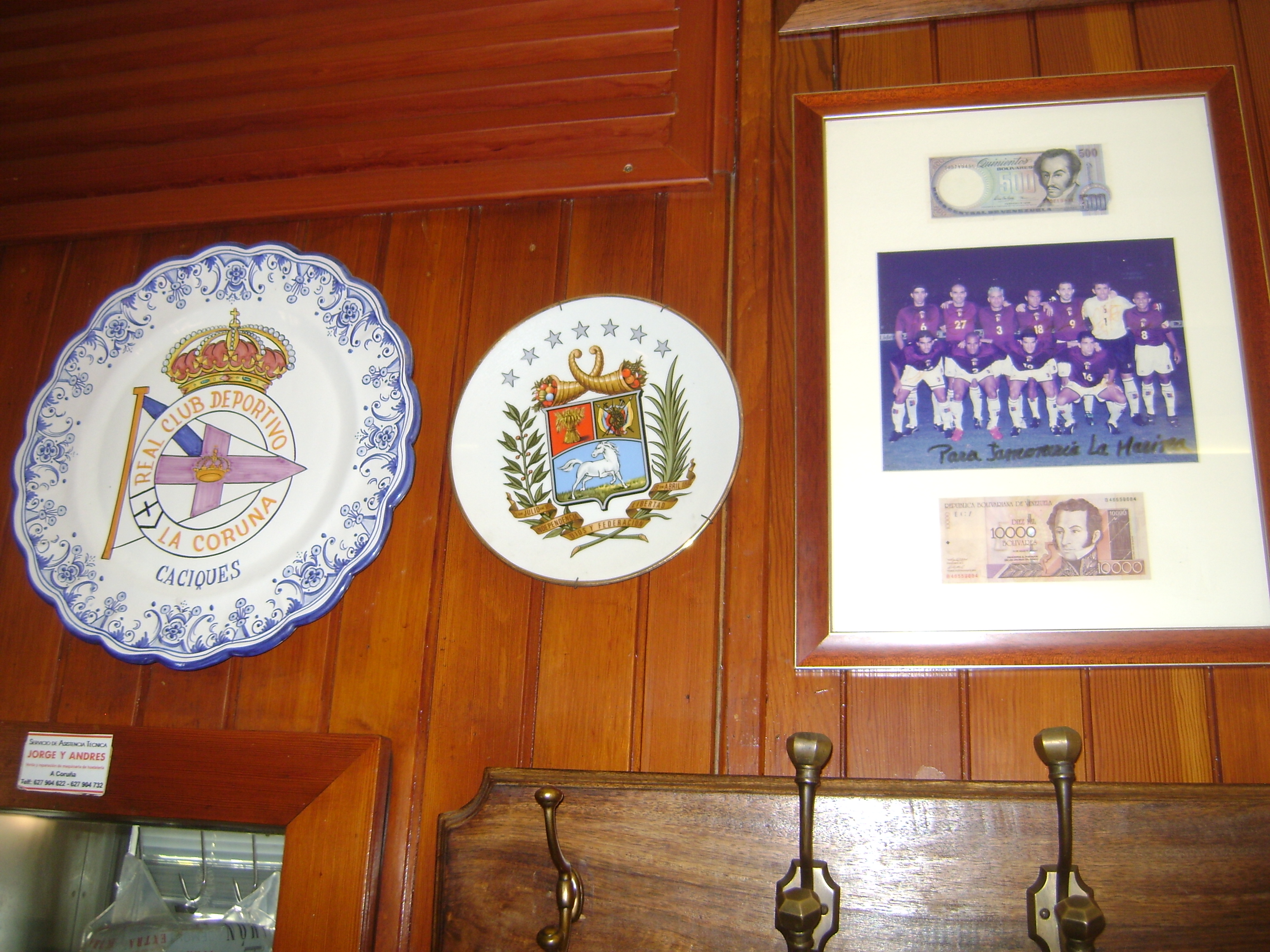
Interior de un bar venezolano en La Coruña, Galicia, España. Se puede ver en la imagen el escudo de Venezuela, billetes de bolívares y una fotografía de la selección venezolana de fútbol.

España es el país europeo elegido por la mayoría de los venezolanos que deciden emigrar a dicho continente a causa de la lengua y las costumbres compartidas. Además, gran parte de los venezolanos que emigran, se les permite obtener la ciudadanía española debido a su origen ancestral, en algunos casos también fue debido a la ley de Memoria Histórica. Desde el inicio de la Revolución Bolivariana en 1999, ocurrió un «boom» en la inmigración venezolana hacia España hasta el año 2008.
A partir de 2008, los controles migratorios en Barajas y El Prat se endurecieron, especialmente hacia los latinoamericanos y africanos. Esto provocó que personal aeroportuario y de migraciones maltratase a venezolanos considerados «sospechosos»[cita requerida]. Hacia 2009, los venezolanos eran la tercera mayor cantidad de rechazados, detrás de los brasileños y argentinos. Los inadmitivos han denunciado que han recibido insultos, acusaciones falsas, y que los han llevado a habitaciones de condiciones deplorables, junto con otros rechazados. Esto ha provocado diversas reacciones diplomáticas por parte del gobierno venezolano.
Debido a la emigración venezolana, España se ha convertido en uno de los principales destinos de los venezolanos emigrados. Entre ellos se encuentran, por ejemplo, músicos, actores, productores, presentadores de televisión, presentadores y periodistas debido al cierre de medios de comunicación por el gobierno de Venezuela, para ser vendidos a empresas que simpatizan con el gobierno. Otros motivos de la emigración es la mejora de estudios en universidades españolas, a través de un máster o postgrados. Desde 2008 creció el número de jóvenes venezolanos autorizados para estudiar en España. En 2012 casi 2.000 venezolanos lo recibieron. También hay venezolanos que llegan a España con el propósito de realizar negocios o emprendimientos y otro grupo de personas jubiladas de la tercera y cuarta edad que migran con el propósito de tener una mayor calidad de vida en la vejez.
El Instituto de Investigaciones Económicas y Sociales de la Universidad Católica Andrés Bello dice que la comunidad venezolana en España creció de 148.000 a 164.000 habitantes entre 2005 y 2010. Sin embargo, gran parte de ellos «desaparece» de las estadísticas tras adquirir alguna nacionalidad europea.
La crisis económica española de 2008-2014 ha llevado a algunos venezolanos a regresar a su patria. En 2012 retornaron 4.860 venezolanos que vivían en España. La entrega de permisos de trabajo a venezolanos se redujeron un 54,29% entre 2005 y 2012. Entre 2011-2012 habían llegado a España unos 4.967 venezolanos, mientras que 4.860 venezolanos en España regresaron a su patria. Desde 2010, cuando se registró un techo de 10.249 autorizaciones temporales a venezolanos para trabajar en España, los números decayeron hasta 4.139 a fines de 2012. Hasta 1999, antes del gobierno de Chávez, nunca había pasado de 500.
A raíz de la crisis económica en Venezuela, la emigración ha crecido un 10 por ciento, siendo España de nuevo, uno de los principales destinos que eligen los venezolanos.[cita requerida] En febrero de 2014, debido a la ola de manifestaciones en Venezuela en contra del gobierno, ocurrieron protestas similares en las comunidades venezolanas de las Islas Canarias, que están en contra del gobierno de Nicolás Maduro, y anteriormente de Hugo Chávez.Así mismo, colectivos de personas de la tercera edad desde el 2016 hasta el 2020 realizaron protestas en distintos puntos de España para reclamar el pago de sus pensiones retenidas por el gobierno venezolano.
En marzo de 2015, es formalizada ante el Registro Nacional de Asociaciones la entidad Estudiantes Venezolanos en España (EVE), pionera en la defensa de los estudiantes con problemas de acceso a divisas para el pago de matrícula y manutención durante su estancia en el exterior.
Actualmente, Venezuela mantiene una embajada en Madrid y consulados generales en: Barcelona, Bilbao, Santa Cruz de Tenerife y Vigo.

## Estadísticas
Los registros españoles evidencian un aumento en la recepción de venezolanos y de españoles provenientes de Venezuela desde 1985, con especial énfasis desde 1999. En el año 2005 se 
recibieron 9.000 solicitudes de legalización de venezolanos residentes, acompañadas de su contrato de trabajo, según informó el Ministro de Trabajo y Asuntos sociales  español,  Jesús  Caldera  Sánchez  durante  su  visita  a  Caracas  en  mayo de 2005.
La comunidad de venezolanos más grande en España se encuentra principalmente entre las Islas Canarias, Madrid y en Barcelona. En el primer territorio, hacia 2014 se estimaban 60.000 «venezolano-canarios». Hacia 2013, el Observatori Valencià d'Immigració reportó 5.497 venezolanos en la Comunidad Valenciana, de los cuales 2.757 viven en Valencia, 2.217 en Alicante y 523 en Castellón de la Plana. El consulado venezolano en Madrid registra 24.000 venezolanos, de los cuales no votan más de 7.500. En Barcelona, se registran 20.000, pero no votan más de 5.000 Vigo, en Galicia, es también una ciudad considerada de «acogida» a los venezolanos.
La Encuesta de Población Activa de España citaba en 2012, 59.805 venezolanos en España, de los cuales el 25,1% vivían en Madrid (15.009), 14,04% de Santa Cruz de Tenerife (8.396), 13.77% en Barcelona (8.237), 4,79% en Valencia (2.862), 3,72% en Alicante (2.224), 3,7% en Las Palmas de Gran Canaria (2.213) y 3,07% en Málaga (1.836). La comunidad más pequeña se encontraría en Ceuta, con solo 10 venezolanos.
El Instituto Nacional de Estadística de España (INE) indica que al 1 de enero de 2013, había unos 53.067 venezolanos en calidad de residentes. Esta cifra aumenta a 156.065 si se toma en cuenta el lugar de nacimiento de los inmigrantes, ya que muchos tienen padres españoles, italianos o portugueses y se han establecido con pasaporte de la Unión Europea. El 54% son mujeres.
| Gráfica de evolución de Inmigración venezolana en España entre 1998 y 2024 |
|                                                                            |
| Datos del INE a 1 de enero de cada año.                                    |

## Mapa de asentamientos
En el siguiente mapa se muestran los diez principales asentamientos por provincias en 2022:

## Cultura venezolana en España

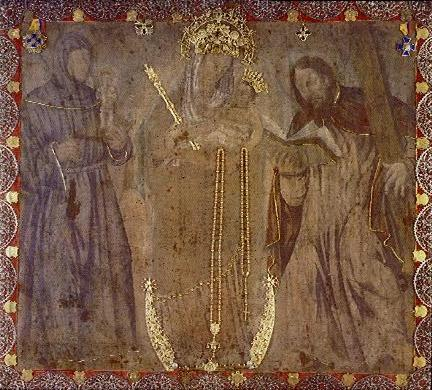
Imagen de la Virgen de Chiquinquirá, en la basílica venezolana de su nombre. Conocida popularmente como «La Chinita», da nombre a la feria que se realiza en su honor.

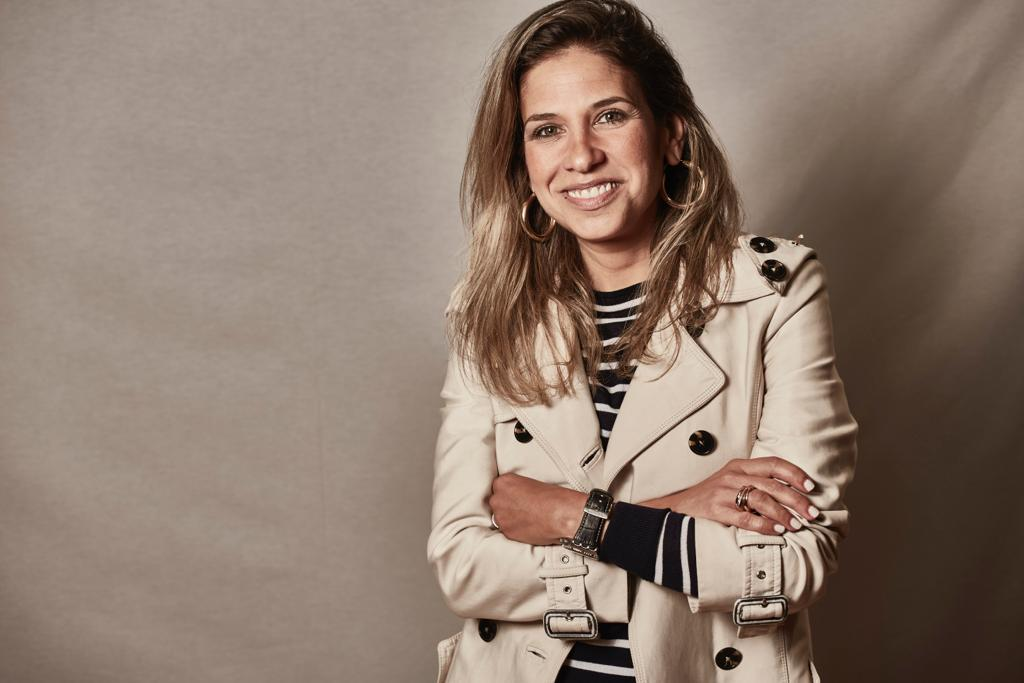
Karina Sainz Borgo, escritora venezolana residente en España.

La Feria de la Chinita es un evento ferial que se realiza anualmente en la ciudad española de Madrid desde el año 2004. Es organizada por la comunidad venezolana de la ciudad, que pretende recordar la Feria de La Chinita que se lleva a cabo en Maracaibo y otras localidades del Estado Zulia (Venezuela) en honor de la Virgen de Chiquinquirá, conocida popularmente como «La Chinita», de donde toma el nombre el evento.
Durante el evento se realizan diferentes actividades, entre las que destacan la gastronomía, exposiciones, concursos y otros, así como una misa en honor de la Virgen de Chiquinquirá. El objetivo principal de la feria es la difusión de la cultura y tradiciones venezolanas entre la sociedad española y los colectivos inmigrantes que conviven en el país, con interés en la integración de culturas, sin injerencias políticas, racistas, sociales o de cualquier otra índole.
El evento es organizado por la Asociación Cultural Feria de la Chinita en Madrid, una entidad sin ánimo de lucro que pretende acercar la cultura venezolana y rememorar la Feria de La Chinita que se lleva a cabo en Venezuela desde hace décadas. Con la intención de mantener un lazo de unión y recuerdo entre las tradiciones culturales venezolanas en España, la asociación puso en marcha la primera edición del evento en el año 2004.